# فالفیلد
فالفیلد (به انگلیسی: Falfield) یک روستا و محله مدنی در بریتانیا است که در South Gloucestershire واقع شده‌است. فالفیلد ۷۶۲ نفر جمعیت دارد.